# Laudetia dominicana
Laudetia dominicana är en spindelart som beskrevs av Willis J. Gertsch 1941. Laudetia dominicana ingår i släktet Laudetia, och familjen månspindlar.
Arten är endemisk för den karibiska ön Dominica. Inga underarter finns listade.